# Кајадиби
Кајадиби (тур. Kayadibi) је насељено место у округу Зара у вилајету Сивас, Турска. Према попису из 2020. било је 90 становника.
Кајадиби настањују Бошњаци, чији су се преци доселили 1924. године из бивше Југославије.